# Tshikapa
Tshikapa a Kongói Demokratikus Köztársaság Kasai tartományának fővárosa. A város a Kasai-folyó partján, az angolai határtól mintegy 65 km-re északra fekszik, a legközelebb fekvő nagy város, Kananga, az egykori Nyugat-Kasai tartomány fővárosa tőle keletre 190 km-re fekszik. A városnak folyami kikötője és repülőtere (IATA: TSH, ICAO: FZUK) van.

## Története
A város környékén jelentős gyémántlelőhelyek vannak. Az első gyémántleletet 1907-ben találták meg, a város ezután lépett a fejlődés útjára. Az 1970-es évekre visszaesett a termelés, de a külszíni gyémántbányászat továbbra is jelentős maradt. A gyémántpiaci szabályzók lazítása után az 1980-as és 1990-es években a város ismét fejlődésnek indult. A gyémántbányák miatt a háború utáni Irak után Tshikapában a legmagasabb a műholdas telefonok sűrűsége.

## Népesség
Az Utrechti Egyetem adatai szerint a város lakossága az 1970-es 38 900-ról 1994-re 180 900-ra növekedett. Az első és a második kongói háború jelentős változásokat okozott a lakosság számában. A 2004-es adatok szerint több mint 360 000-en élnek a városban.